# Aviro Air
Aviro Air war eine rumänische Charterfluggesellschaft, die im Jahr 2014 gegründet wurde. Mit Stand März 2019 verfügt das Unternehmen über keine aktiven Flugzeuge.

## Geschichte
Die Flugbetriebserlaubnis erhielt die Gesellschaft bereits im Jahr 2014. Eine erste Maschine, eine BAe 146-300, stieß im April 2015 zur Flotte, welche von Astra Airlines übernommen wurde und noch in deren Farben fliegt. Die Gesellschaft bietet neben Charterflügen auch VIP-Charter an. Sitz der Gesellschaft ist Bukarest. Der CEO ist Aurel Bițianu.
Im Februar 2019 wurde das zu diesem Zeitpunkt einzige Flugzeug in der Flotte der Aviro Air, eine BAe 146-300, an den unbekannten Eigentümer zurückgegeben. Ziel sei eine Flottenrestrukturierung; Aviro Air gab diesbezüglich bekannt, dass man in den kommenden Monaten den Einsatz einer Boeing 737 aus der Classic-Serie oder den Einsatz eines Airbus A320 anvisiere.
Laut deren Internetauftritt (Stand August 2019) befindet sich Aviro Air in einem Insolvenzverfahren.

## Flotte
Mit Stand März 2019 verfügte Aviro Air über keine aktiven Flugzeuge. Bis Februar 2019 bestand die Flotte aus einer 26 Jahre alten BAe 146-300, die für Astra Airlines betrieben wurde.